# محطة وقود

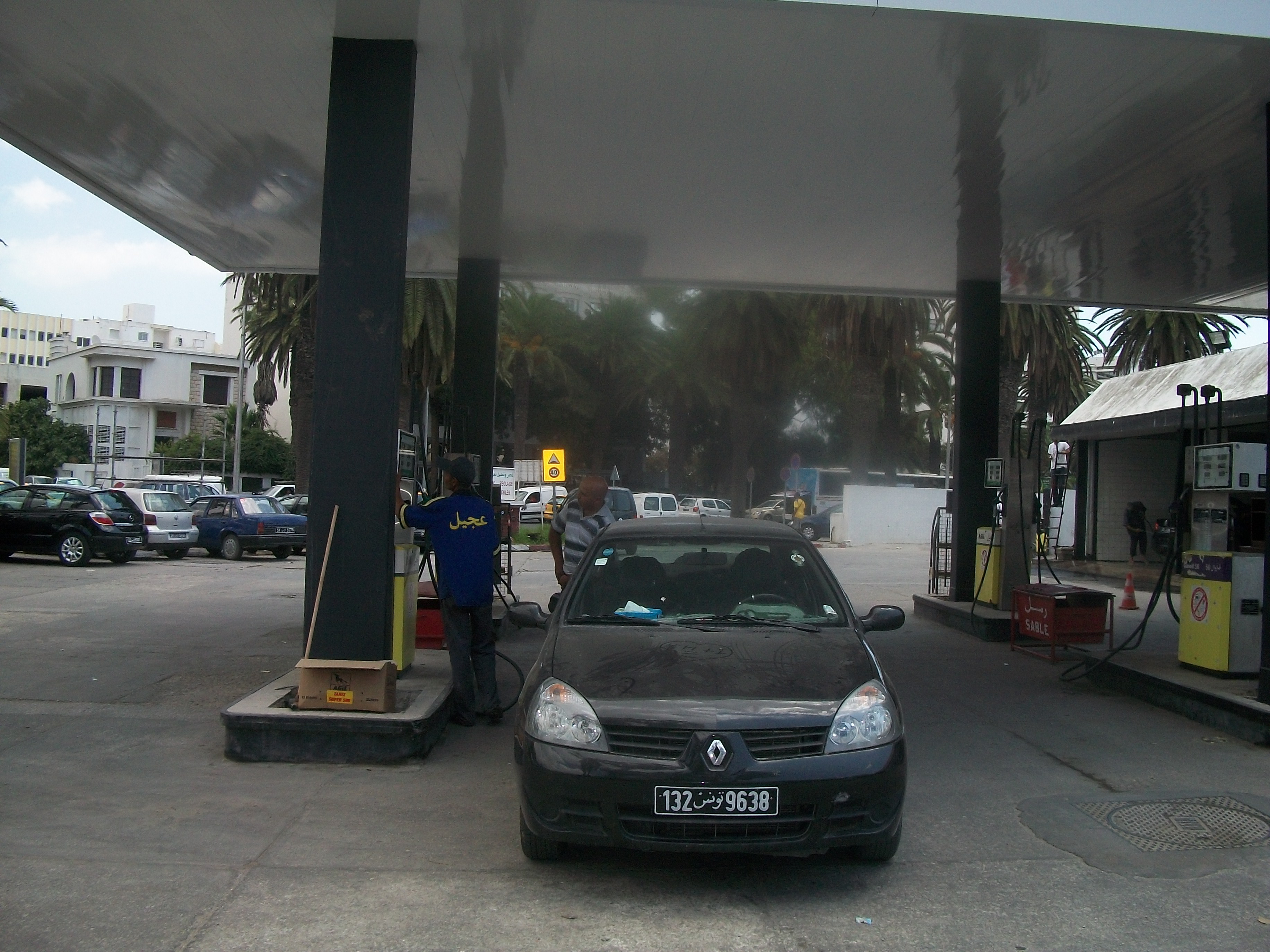
محطة وقود في جنوب تونس

رمز محطة الوقود - المضخة.

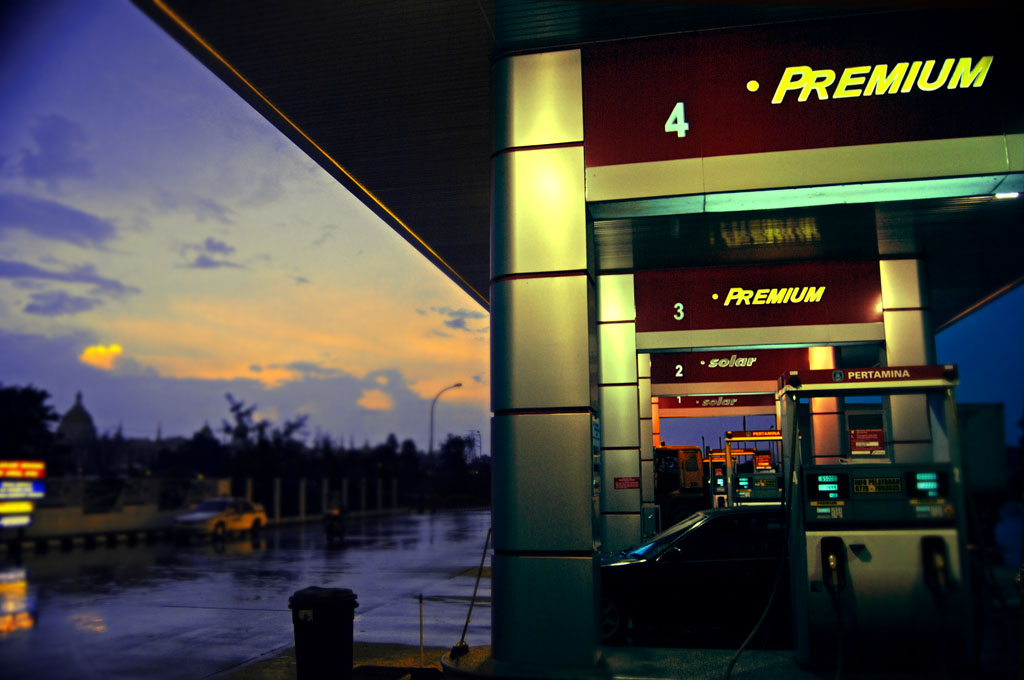

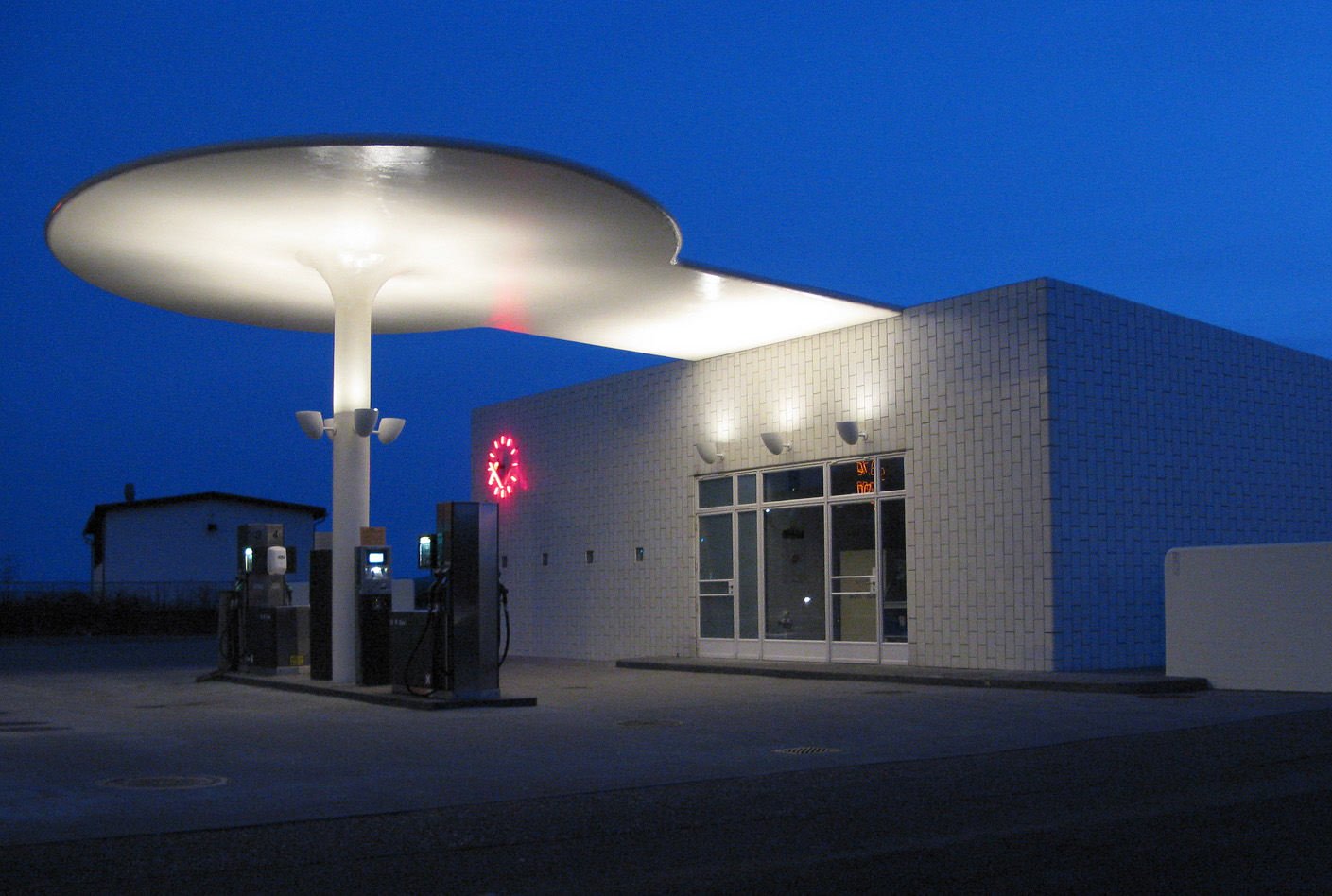
في كوبنهاغن

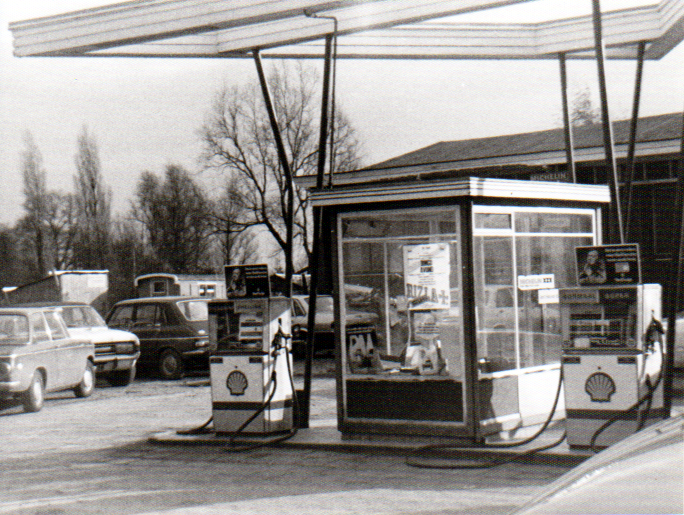
في هولندا

محطة الوقود محطة تزود المركبات بالوقود ومواد التشحيم عادة من المنتجات النفطية المختلفة أو البدائل الحيوية. أنواع الوقود الأكثر شيوعا التي تباع اليوم هي وقود البنزين، وقود الديزل والطاقة الكهربائية. ومن المعروف أيضا أن محطات الوقود التي تبيع الطاقة الكهربائية فقط تسمى محطات الشحن.
ويتم التزود بالوقود عبر مكائن خاصة عبر خراطيم يتم إدخالها في خزان الوقود للسيارة وتحتوي الماكينة على عداد يحسب كمية الوقود التي تم تعبئتها وعلي عداد آخر يحسب الملبغ المقابل لكمية الوقود الذي يجب عليه دفعه للحصول علي الخدمة. وقد بدأت بعض الدول الآن في الاتجاه إلى أنوع أخرى من الوقود مثل الهيدروجين وقد قامت بعض الدول الأوربية بإنشاء محطات اختبارية.

## عدد محطات الوقود في العالم
- آخر الإحصائيات في عام (2013) تظهر أن عدد محطات الوقود في المملكة المتحدة 8455 محطة انخفاضا عن 18000 محطة في عام 1992.[1]
- الولايات المتحدة كان لديها 118756 محطة حتى عام 2007.[2]
- في كندا تنخفض أعداد المحطات ففي ديسمبر 2008 كان عددها 12684 محطة انخفاضا عن 20000 محطة في 1989.[3]
- في اليابان العدد انخفض من 60421 محطة في عام 1994 إلى 40357 محطة في 2009.[4]
- في ألمانيا انخفض العدد إلى 14300 في عام 2011.[5]
- في الصين طبقاً لمصادر مختلفة يتراوح العدد في عام 2009 من 95000 إلى 97000 محطة.[6][7]
- في الهند 35068 محطة في عام 2009.[8]
- في مصر 2700 محطة في نهاية عام 2013.[9]

## المحطة النوذجية
هناك العديد من الشركات الآن تسوق وتطور من خدماتها للزبائن على الطرق في تخطيط تسويقي مستقبلي ويعتمدا على ان تكون هده المحطات نموذجية ومتكاملة وتشمل العديد من المنتجات والخدمات والفنادق الصغير التالية:
- الخدمات العامة:-
1- خدمات الصيانة العامة لسيارات (مكانيكا - كهرباء - ايطارات).
2- خدمات تنظيف السيارات.
3- خدمات نقل السيارات.
4- خدمات الاتصالات.
5- خدمات المصرفية.
6- خدمات الإسعاف.
- الخدمات التجارية والانتاجية:-
1- الاسواق التجارية.
2- المقاهي والوجبات السريعة، ومن ضمن اقدم الشركات في أمريكا شركة KFC الأمريكية.
3- الصيداليات.
4- كماليات السيارات.
5- الوقود.
6- الغاز.
7- الزيوت والشحوم.
8- الفنادق الصغيرة.

## طرق الدفع
طريقة الدفع تكون نقدا ويتم تسليم المبلغ لعامل المحطة وفي بعض الدول تستخدم بطاقة يتم تعبأتها من قبل وبمجرد وضعها تتم تعبأت الوقود وهذه الطريقة تكون في محطات الوقود التي لا تستعمل العمال أو قليلة العمال

## نوعية الخدمات
هناك العديد من الخدمات في محطات الوقود على الطرق ومنها: -
- خدمات الإسعاف.
- خدمات النقل السيارات.
- خدمات صيانة العامة للسيارات.
- خدمات تنظيف السيارات.
- خدمات تزويد المنتجات النفطية.
- خدمات تجارية وانتاجية.
- خدمات سياحية.

وعادتا تسمى هذه المحطات بهذه الخدمات (المراكز الخدمية).

## السلع والخدمات الأخرى المتاحة
يوجد خدمات في محطة الوقود مثل محل للتسوق السريع وحمامات ومطاعم ومحلات لقطع غيار للسيارة

## وصلات خارجية
- Gasoline price comparisons على مشروع الدليل المفتوح